# 韦德里克·莱昂纳多
韦德里克·莱昂纳多（1997年3月11日—），印度尼西亚男子攀岩运动员，2018年亚洲运动会男子速度接力赛金牌得主、2022年亞洲運動會男子速度接力赛银牌得主和男子速度赛铜牌得主。他在2024年夏季奧林匹克運動會運動攀登比賽速度賽奪得金牌。他成為印尼首位非羽球奧運金牌得主。

## 外部連結
- 维德里克·莱昂纳多在IFSC（英语）
- 维德里克·莱昂纳多在Olympics.com（英语）
- 维德里克·莱昂纳多在International World Games Association（英语）
- 韦德里克·莱昂纳多的Instagram帳戶